# Alphonse Van Hecke
Alphonse Van Hecke, né en 1890 à Anvers (Belgique) et mort le 20 juillet 1981 en Belgique, est un général de brigade de l'Armée française.
Il s'illustre au cours de la Seconde Guerre mondiale, en 1943-1945,  au commandement du 7e régiment de chasseurs d'Afrique (7e RCA), de la 3e division d'infanterie algérienne (3e DIA), lors de la campagne d'Italie (1943-1944) puis de la campagne de la Libération (1944-1945).

## Biographie
En 1911, Alphonse Van Hecke s’engage dans la Légion étrangère. Il obtient plus tard la naturalisation française. Avant cela, il participe à la Première Guerre mondiale au sein du prestigieux régiment de marche de la Légion étrangère (RMLE) et est promu sous-lieutenant en 1917. Alphonse Van Hecke est cité quatre fois au cours du conflit.
Après l'armistice de 1918, il sert dans l'armée coloniale au Niger, puis combat les Kurdes en Syrie et les pirates au Tonkin. Entre 1936 et 1940, il sert dans les Services spéciaux, ce qui lui permet, en 1939, de s'installer à Anvers, sa ville natale, sous une fausse identité de commerçant hollandais. La Belgique et les Pays-Bas étant alors encore épargnés par la guerre, il met à profit sa connaissance de sa langue natale, le néerlandais, et de l'allemand pour officier en tant qu’espion jusqu'en Allemagne. Se sentant repéré par les espions allemands, nombreux en Belgique, il revient en France au début de l’année 1940.
Lors de la Seconde Guerre mondiale, il commande en juin 1940 un bataillon de tirailleurs sénégalais qui combat notamment à La Charité-sur-Loire. Après l'armistice, il devient commissaire général des Chantiers de la jeunesse française en Afrique du Nord. En 1942, il fait partie du « groupe des Cinq », avec Henri d'Astier de La Vigerie, Jean Rigault, Jacques Lemaigre-Dubreuil et Jacques Tarbé de Saint-Hardouin, qui prépare et accueille favorablement le débarquement allié en Afrique du Nord qui a lieu le 8 novembre 1942 ,.  Il participe ensuite  au complot monarchiste organisé par Henri d'Astier de La Vigerie visant à écarter l'amiral Darlan du pouvoir et à le remplacer par le comte de Paris, complot qui aboutit à l'assassinat, le 24 décembre 1942, de l'ancien chef de gouvernement de Vichy. Le général Henri Giraud, qui succède à Darlan après sa mort, l’autorise à prélever des effectifs (huit cents Européens et deux cents Nord-Africains) sur les Chantiers de jeunesse pour former le 7e régiment de chasseurs d'Afrique (7e RCA), qui s'illustre, au sein de la 3e division d'infanterie algérienne (3e DIA), lors de la campagne d'Italie (1943-1944), au débarquement de Provence (août 1944) et à la campagne de la Libération (1944-1945). Le 7e RCA reçoit sous son commandement trois citations à l'ordre de l'Armée au cours de ces campagnes.
Alphonse Van Hecke est promu général de brigade en 1946.
Il épouse, à Anvers, Emma Janssens avec qui il a un fils, l'acteur Pierre Vaneck. Ce fils unique partira en France à la fin de l'adolescence pour y suivre des cours d'art dramatique et devenir un comédien français réputé.
Le général Van Hecke, revenu en Belgique, son pays natal, y décède en 1981, à l'âge de quatre-vingt-onze ans.

## Grades
- 1917 : sous-lieutenant
- 1936 : chef de bataillon
- 1943-1945 : colonel du 7e régiment de chasseurs d'Afrique
- 1946 : général de brigade

## Décorations
- Commandeur de la Légion d'honneur (11 février 1945)
- Médaille militaire
- Croix de guerre 1914-1918
- Croix de guerre 1939-1945
- Médaille coloniale
- Médaille des blessés de guerre
- Treize citations dont huit à l’ordre de l’Armée (six fois blessé)[5]

## Ouvrages
- Souvenirs du soldat, Robin Hood, trois tomes dactylographiés, écrits en 1965, qui retracent sa carrière et spécialement sa participation à la Seconde Guerre mondiale : t. I, période 1890-1940, 136 p. ; t. II, période 1940-1943, 296 p. ; t. III, période 1943-1945, 150 p.
- Les Chantiers de la Jeunesse au secours de la France – 1941-1945 – Souvenirs d'un soldat, 1970, Nouvelles Éditions Latines, 1970, 394 p.